# Bubnî, Ciornuhî
Bubnî (în ucraineană Бубни) este un sat în comuna Luhovîkî din raionul Ciornuhî, regiunea Poltava, Ucraina.

## Demografie
Componența lingvistică a localității Bubnî
     Ucraineană (97,48%)
     Rusă (1,26%)
     Alte limbi (0,31%)
Conform recensământului din 2001, majoritatea populației localității Bubnî era vorbitoare de ucraineană (97,48%), existând în minoritate și vorbitori de rusă (1,26%).